# Evgraf Litkens
Evgraf Aleksandrovitch Litkens (em russo: Евграф Александрович Литкенc) (1882-1922) foi um revolucionário bolchevique e trotskista que teve um papel fundamental no desenvolvimento do Comissariado Popular de Educação após a vitória dos bolcheviques na Guerra Civil Russa. Litkens graduou-se na Universidade de Petrogrado e aderiu ao Partido Operário Social-Democrata Russo (POSDR). Em 1917 foi enviado pelo Comité Central do Partido ao Comissariado do Povo de Educação para colaborar com Anatoli Lunatcharski na sua posta em funcionamento. Litkens foi assassinado por bandidos crimeanos em Ialta (Crimeia) em 1922.

## Outros artigos
- Narkompros